# Руска рулетка (предаване)
„Руска рулетка“ е българската версия на американското шоу Russian Roulette, излъчвана по Канал 1 от 2003 до 2004 г. Предаването се излъчва всеки делник от 19:20 часа.